# الوسکت
الوسکت (به انگلیسی: Alvescot) یک روستا و محله مدنی در بریتانیا است که در آکسفوردشر غربی واقع شده است. الوسکت ۴۷۲ نفر جمعیت دارد.